# Lithobates dunni
Espèce
Synonymes
- Rana dunni Zweifel, 1957

Statut de conservation UICN

 EN A2ae; B1ab(iii,v)+2ab(iii,v) : En danger
Lithobates dunni est une espèce d'amphibiens de la famille des Ranidae.

## Répartition
Cette espèce est endémique du centre de l'État du Michoacán au Mexique. Elle se rencontre dans les lacs de Pátzcuaro et de Cuitzeo et les ruisseaux s'y déversant,.

## Étymologie
Cette espèce est nommée en l'honneur d'Emmett Reid Dunn.

## Publication originale
- Zweifel, 1957 : A new frog of the genus Rana from Michoacán, Mexico. Copeia, vol. 1957, no 2, p. 78-83.